# Ulica Tadeusza Kościuszki w Sokołowie Małopolskim
Ulica Tadeusza Kościuszki – ulica w Sokołowie Małopolskim. 
Ulica współcześnie ma około 136 metrów długości. Rozpoczyna bieg od północno-zachodniego rogu pl. Świętego Jana, biegnie na północny zachód i kończy się na zakręcie, od którego nosi nazwę Józefa Poniatowskiego. Na niektórych mapach nazwa ta jest stosowana również dla łącznika głównej nitki ulicy z rynkiem.

## Historia i nazwa
Ulica Tadeusza Kościuszki należy do najstarszych ulic miasta, przy czym przez większość historii nazywała się Sitarską. Pierwsze zachowane potwierdzenie pierwotnej nazwy pochodzi z 1668 roku. Nazwę wzięła prawdopodobnie od mieszkających przy niej sitarzy, przy czym nie ma dokumentów wskazujących na to, aby sokołowscy przedstawiciele tego rzemiosła tworzyli odrębny cech sitarski, ani należeli do cechu wspólnego. Była to jedyna spośród dawnych nazw ulic Sokołowa o nazwie odzawodowej. Na przełomie XIX i XX w. ulicę tę nazywano Zasraną, a jej łącznik z rynkiem Nową Drogą. W dwudziestoleciu międzywojennym jako patrona wybrano Tadeusza Kościuszkę i nazwa ta pozostała później niezmienna. Wyjątkiem był okres okupacji niemieckiej, kiedy nazwaną ją Neuegasse.

## Ważniejsze obiekty
W 1992 roku do rejestru zabytków wpisano układ urbanistyczny Sokołowa pod numerem A-1246. W jego ramach wymieniono historyczną zabudowę i wpisano 3 domy z numeracją ulicy Kościuszki. W 2005 roku w gminnej ewidencji zabytków umieszczono te same domy, co w rejestrze. Wszystkie pochodzą z pierwszej ćwierci XX w. i są drewniane. Dwa opatrzono adnotacją o złym lub bardzo złym stanie.